# 海洋贊禮號
海洋赞礼号是由皇家加勒比国际游轮(RCI)运营的一艘游轮。这艘船是第三艘量子级邮轮，超过RCI较早的自由级邮轮一万四千吨，成为总吨位仅次于RCI旗下绿洲级邮轮的世界第二大游轮。赞礼号在北半球夏季主要从天津出发，并且在南半球夏季回到悉尼。